# Jon Larsen

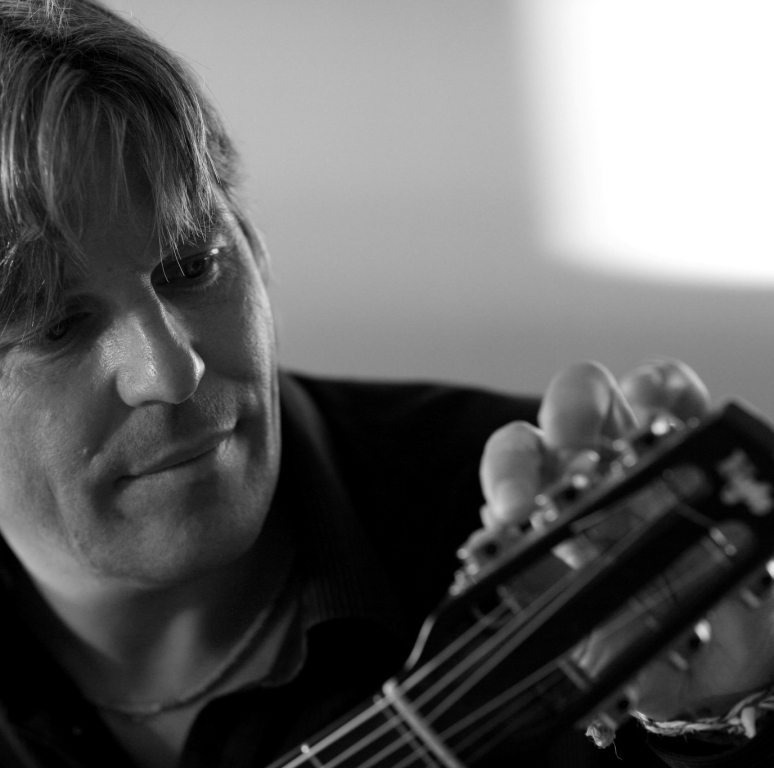
Jon Larsen (2008)

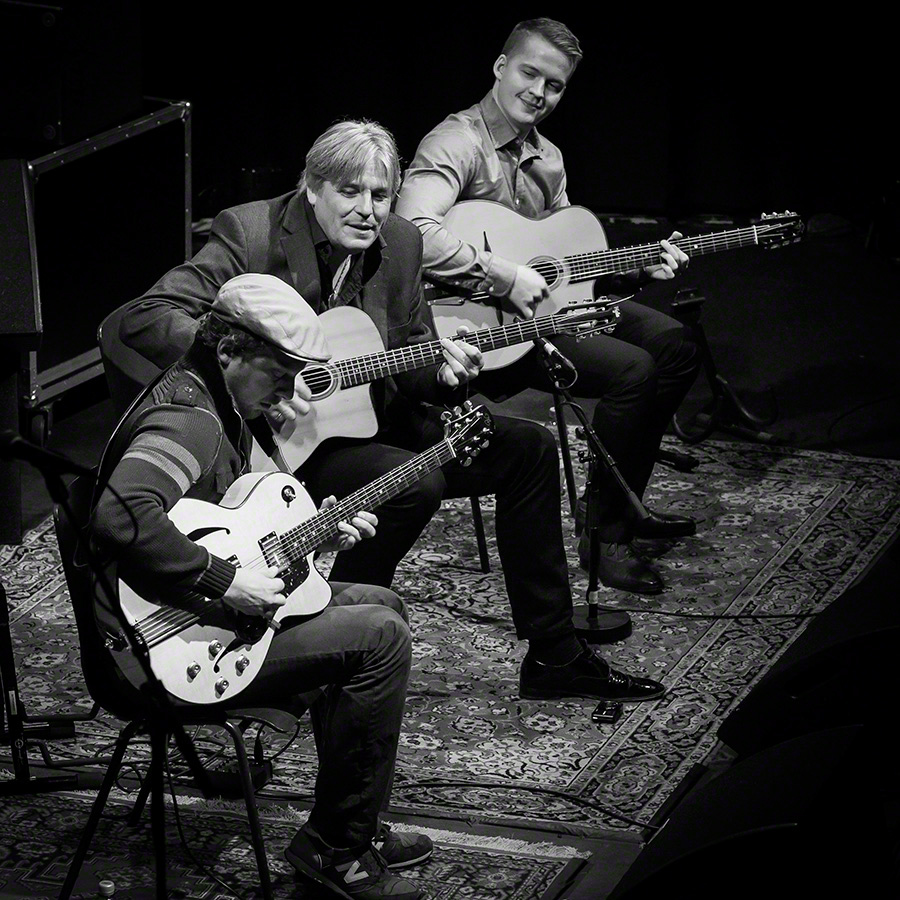
Jon Larsen mit Adrien Moignard (links) und Olli Soikkeli (rechts, 2016)

Jon Larsen (* 7. Januar 1959 in Oslo) ist ein norwegischer Maler, Plattenproduzent, Jazzmusiker (Gitarrist und Komponist).

## Wirken
Larsen spielt hauptsächlich Gypsy Swing bzw. Gypsy-Jazz, in dem von ihm 1979 gegründeten Jazzquartett Hot Club de Norvège, mit dem er auch bis 2009 25 CDs aufnahm und noch regelmäßig weltweit tourt. Er gründete 1980 das Django Festival und startete zahlreiche Crossover-Projekte von Gypsy-Jazz mit klassischen Ensembles, zum Beispiel in den Symphonic Django Konzerttouren unter anderem mit Stochelo Rosenberg.
Larsens prägende Einflüsse sind nach eigenen Worten Frank Zappa, Astor Piazzolla und Gypsy-Swing à la Django Reinhardt und Boulou Ferré sowie surrealistische Malerei, insbesondere von Salvador Dalí, die er bei einem einjährigen Aufenthalt 1978 in Barcelona studierte. Von 1976 bis 1995 hatte er jährliche Ausstellungen als Maler in Oslo, konzentrierte sich dann aber auf das Komponieren. 2009 erschien ein Buch (Maler i solnedgang) über ihn als Maler, und er hat auch einen eigenen Kunstbuchverlag (Die goldene Banane).
Er produzierte über 350 Jazzplatten für Hot Club Records (von ihm 1982 gegründet), unter anderem von Chet Baker, Philip Catherine, Stéphane Grappelli, Warne Marsh und Gypsy-Musikern wie Biréli Lagrène, Stochelo Rosenberg.
In den 2000er Jahren ist er auch in verschiedene Zappa-Projekte involviert, so das Strange News from Mars Projekt und als Produzent für das von ihm 2007 gegründete Label Zonic Entertainment, das der Musik Zappas und seiner Epigonen gewidmet ist.
2007 wurde Larsen mit dem Buddyprisen, dem wichtigsten Jazzpreis Norwegens, ausgezeichnet. Im Folgejahr erhielt er den Künstler-Preis der Stadt Oslo.
Seit 2009 ist Larsen zudem als Hobby-Astro-Geologe tätig und konnte nach mehreren Jahren Grundlagenforschung nachweisen, dass es entgegen der bis dahin vorherrschenden Fachmeinung auch inmitten bewohnter Gebiete möglich ist, Mikrometeoriten zu finden.

## Diskographie (Auszug)
- 1995: Portrait of Django (mit Florin Niculescu)
- 1996: Superstrings
- 2002: Larsen and Loutchek
- 2003: White Night Stories
- 2004: The Next Step
- 2006: Short Stories from Catalonia
- 2006: The Swinging Guitar of Jon Larsen
- 2006: White Night: Live
- 2007: Live in Concert
- 2007: Strange News from Mars
- 2008: Guitaresque
- 2008: The Jimmy Carl Black Story
- 2010: A Portrait of Jon Larsen
- 2013: Jon Larsen, Terje Strømdahl: Willie Nickersons Egg (mit Tommy Mars, Finn Hauge u. a.)